# Glaciar Aaron
El glaciar Aaron (85°08′S 90°40′O / -85.133, -90.667) es un glaciar de 6.4 km de largo en la Antártida, el mismo descarga entre el Janulis Spur y el Gray Spur en las montañas Thiel. El nombre le fue asignado por Peter Bermel y Arthur B. Ford, colíderes de la expedición en 1960 y 1961 a las montañas Thiel del U.S. Geological Survey (USGS). Su nombre hace honor a Johm M. Aaron, a USGS geólogo y miembro de las expediciones de 1960–61 y 1961–62 a las montañas Thiel Mountains.